# Позив
Позив е петнадесетият албум на Цеца. Издаден е на 17 юни 2013 г. от Miligram Music и City Records. Премиерно Цеца представя песните Позив и Име и презиме на 11 юни 2013 г. в предаването „Амиџи шоу“, а останалите песни представя на юбилейния си концерт Ушће 2 на 28 юни 2013 г. в Белград. Албумът съдържа 10 песни.

## Песни
Албумът съдържа следните песни:
| №   | Име                | Текст                                 | Музика           | Аранжимент                                             | Продължителност |
| --- | ------------------ | ------------------------------------- | ---------------- | ------------------------------------------------------ | --------------- |
| 1.  | Позив              | Марина Туцакович, Лиляна Йоргованович | Александър Милич | Александър Милич                                       | 04:14           |
| 2.  | Да раскинем са њом | Марина Туцакович                      | Дамир Ханданович | Александър Милич, Дамир Ханданович                     | 03:51           |
| 3.  | 5 минута           | Марина Туцакович                      | Александър Милич | Александър Милич                                       | 03:01           |
| 4.  | Име и презиме      | Марина Туцакович                      | Александър Милич | Александър Милич                                       | 03:41           |
| 5.  | Мрзи ме            | Марина Туцакович                      | Александър Милич | Александър Милич                                       | 03:34           |
| 6.  | Брат               | Марина Туцакович                      | Дамир Ханданович | Александър Милич, Иван Милосавлиевич, Дамир Ханданович | 03:06           |
| 7.  | Удаће се сузе моје | Марина Туцакович, Александър Томич    | Дамир Ханданович | Александър Милич, Дамир Ханданович                     | 03:15           |
| 8.  | Видимо се дасо     | Марина Туцакович                      | Александър Милич | Александър Милич                                       | 03:21           |
| 9.  | Добро сам прошла   | Марина Туцакович                      | Александър Милич | Александър Милич                                       | 03:34           |
| 10. | Турбулентно        | Марина Туцакович                      | Дамир Ханданович | Александър Милич, Дамир Ханданович                     | 03:15           |

## Друга информация
- Записан в студио Miligram Music в Белград
- Продуцент: Александър Милич
- Главен програмист и ко-продуцент: Иван Милосавлиевич
- Програмист и музикален дизайнер на песни 2, 6, 8, 10: Борис Кръстайч
- Бас, акустична и електрическа китара: Иван Милосавлиевич
- Пиано: Йовица Смръзлич, Сречко Митрович
- Акордеон: Владимир Миленкович
- Бузуки: Петър Трумбеташ
- Беквокали: Ивана Селаков, Ивана Павлович
- Микс: Иван Милосавлиевич
- Mastering: Джеймс Крус, Zeitgeist Sound Studios, Лонг Айлънд сити, Ню Йорк
- Фотограф: Милош Надаждин
- Стайлинг: Стефан Орлич
- Грим: Душан Лазич
- Прическа: Светлана Бубаня Буцка
- Графичен дизайн: Милан Новичич

## Видео клипове
1. Да раскинем са њом
2. Турбулентно
3. Добро сам прошла